# Alfred Goeldel
Alfred Goeldel-Bronikowen (Łęgajny, Vàrmia i Masúria, Polònia, 12 de març de 1882 – ?) va ser un tirador alemany que va competir a començament del segle xx. Era germà del també tirador Horst Goeldel-Bronikoven.
El 1912 va prendre part en els Jocs Olímpics d'Estocolm, on guanyà la medalla de plata en la competició de fossa olímpica individual i la de bronze en la de fossa olímpica per equips, ambdues del programa de tir.